# Dracaena cuspidata
Dracaena cuspidata är en sparrisväxtart som beskrevs av Henry Nicholas Ridley. Dracaena cuspidata ingår i släktet dracenor, och familjen sparrisväxter. Inga underarter finns listade i Catalogue of Life.